# Pioneer 6
Pioneer 6 är en amerikansk rymdsond som är del av Pioneerprogrammet. De sköts upp från Cape Canaveral den 16 december 1965 och gick in i en heliocentrisk omloppsbana med ett medelavstånd till solen på 0,8 AU. Senast man hade kontakt med rymdsonden, var den 8 december 2000.
I mars 2006 beskrevs den som 'existerande' och är den äldsta fungerande rymdsonden. Sonden beräknades till en början ha en livslängd på 6 månader.
Rymdsonden är identisk med Pioneer 7, Pioneer 8 och Pioneer 9.

### Fotnoter
1. ↑  ”NASA Space Science Data Coordinated Archive” (på engelska). NASA. https://nssdc.gsfc.nasa.gov/nmc/spacecraft/display.action?id=1965-105A. Läst 26 mars 2020.